# Crateritheca bidens
Crateritheca bidens är en nässeldjursart som beskrevs av Vervoort och Watson 2003. Crateritheca bidens ingår i släktet Crateritheca och familjen Sertulariidae. Inga underarter finns listade i Catalogue of Life.